# Dasythorax
Dasythorax là một chi bướm đêm thuộc họ Noctuidae.